# Belonidae
Pour les articles homonymes, voir Aiguillettes.
Famille
Les aiguillettes ou aiguilles de mer (Belonidae) forment une famille de poissons de l'ordre des Beloniformes représentée par dix genres et 34 espèces.

## Liste des genres
Selon World Register of Marine Species (20 avril 2014) et ITIS (20 avril 2014) :
- Ablennes Jordan et Fordice, 1887 — (1 espèce)
- Belone Cuvier, 1816 — (2 espèces)
- Belonion Collette, 1966 — (2 espèces)
- Petalichthys Regan, 1904 — (1 espèce)
- Platybelone Fowler, 1919 — (1 espèce)
- Potamorrhaphis Günther, 1866 — (3 espèces)
- Pseudotylosurus Fernández-Yépez, 1948 — (2 espèces)
- Strongylura van Hasselt, 1824 — (14 espèces)
- Tylosurus Cocco, 1833 — (6 espèces)
- Xenentodon Regan, 1911 — (2 espèces)

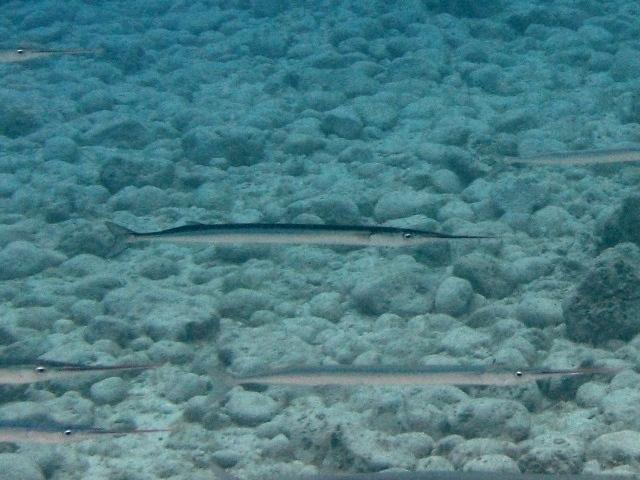
Belone belone
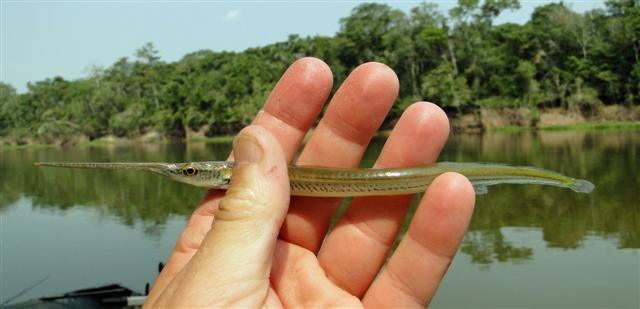
Potamorrhaphis eigenmanni
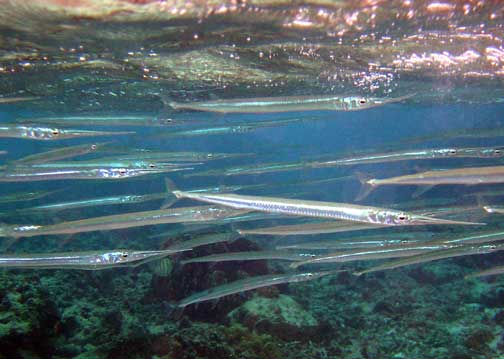
Strongylura incisa
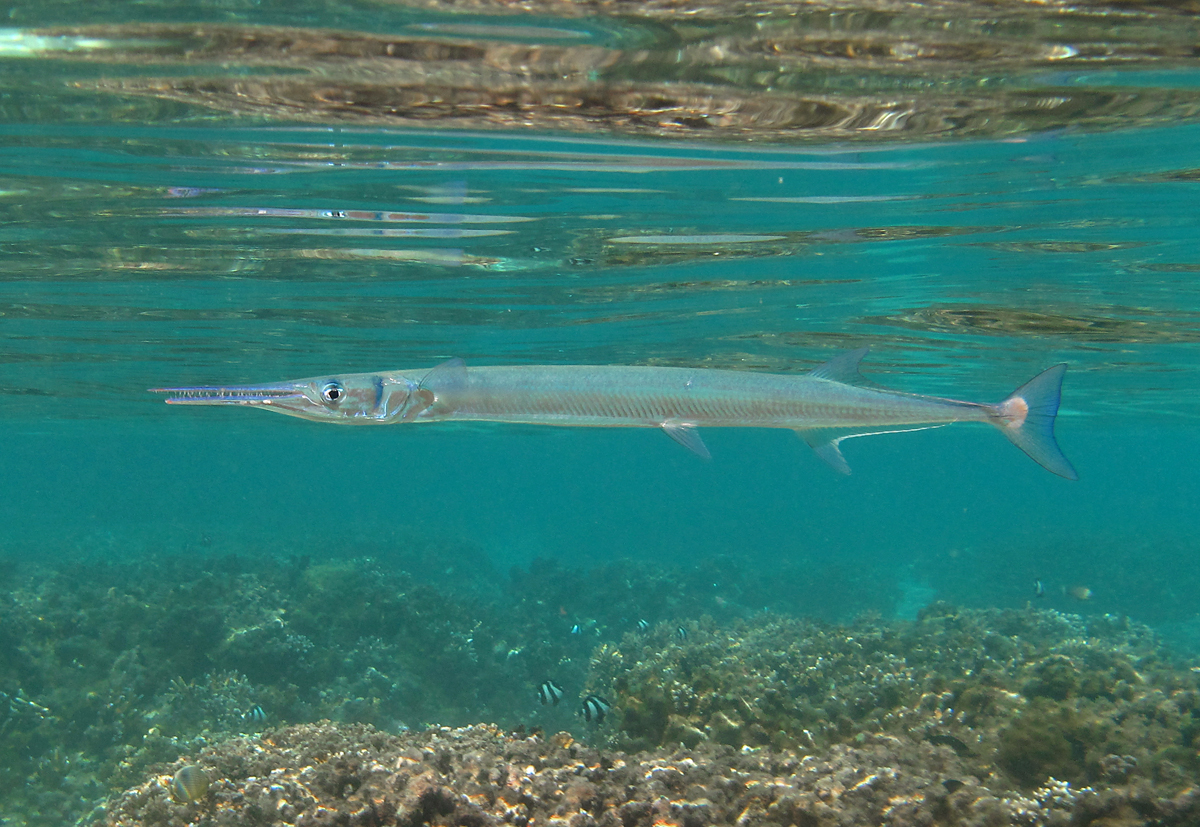
Tylosurus crocodilus
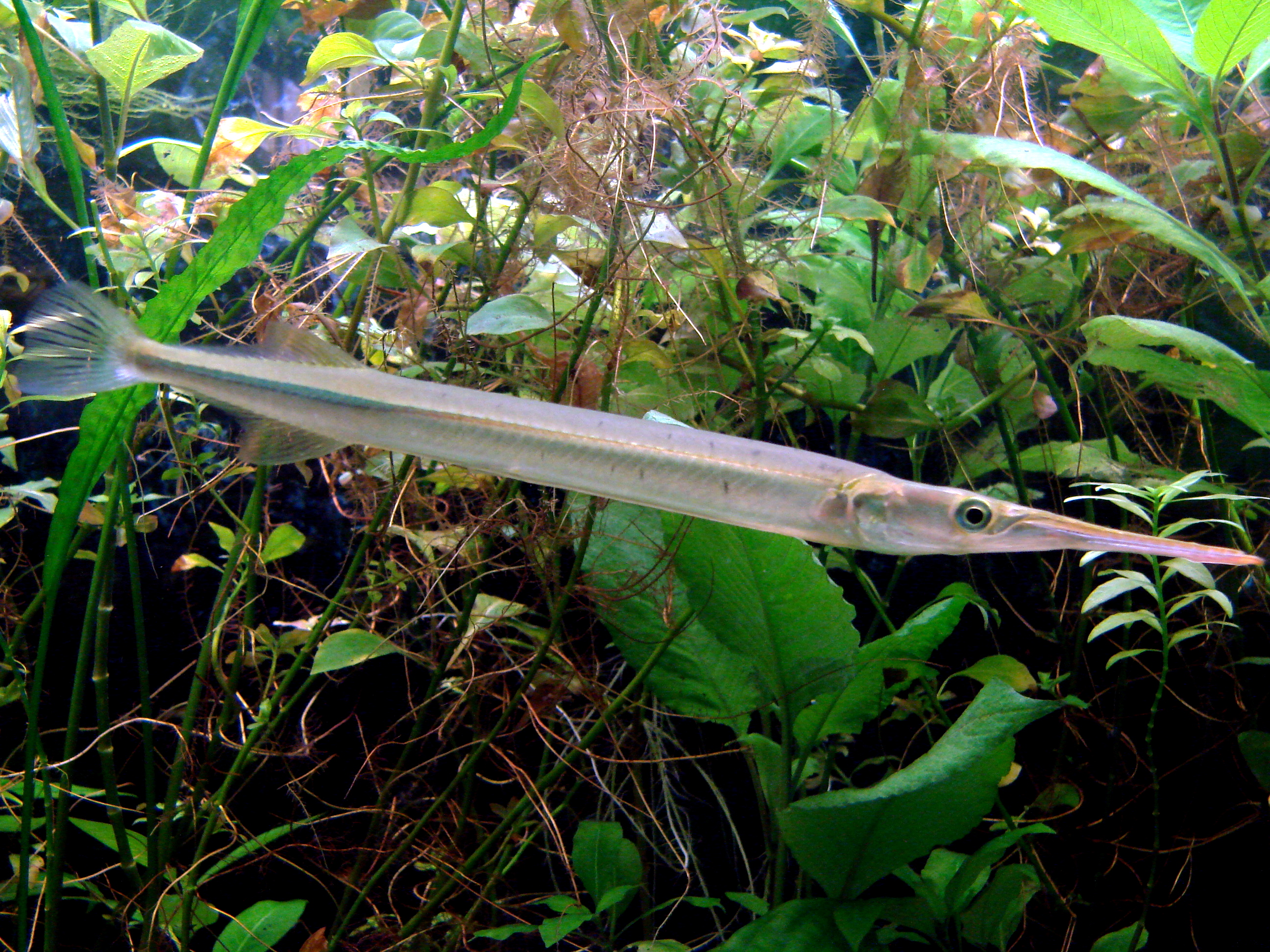
Xenentodon cancila
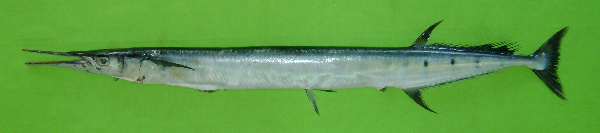
Ablennes hians